# Thecla teresina
Thecla teresina är en fjärilsart som beskrevs av William Chapman Hewitson 1878. Thecla teresina ingår i släktet Thecla och familjen juvelvingar. Inga underarter finns listade i Catalogue of Life.